# Colt ACR

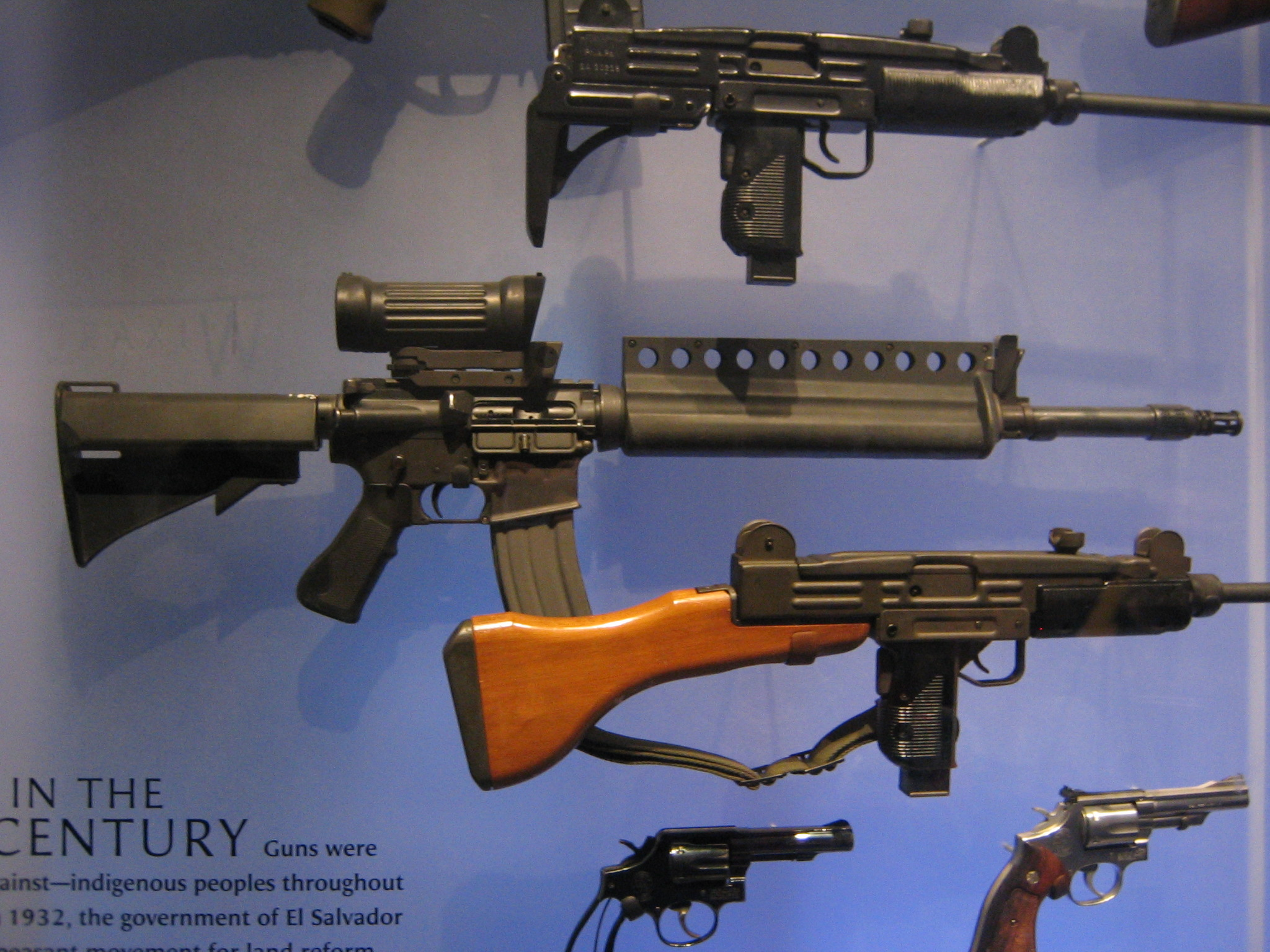
Colt ACR/M16A2E2. (Згори: IMI Uzi зі складним металевим прикладом. Знизу: IMI Uzi з постійним дерев'яним прикладом та 2 револьвери)

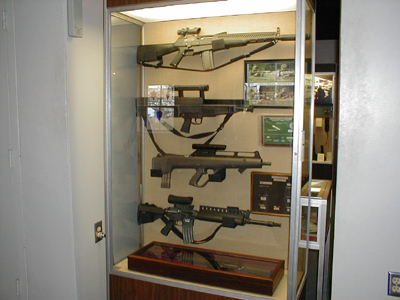
Згори вниз: останні чотири тестових гвинтівки ACR від AAI, H&K, Steyr та Colt

Гвинтівка Colt ACR була розробкою Кольта для участі у програмі армії США Advanced Combat Rifle (вдосконалена бойова гвинтівка), після завершення якої жодна з гвинтівок не змогла перевершити М16 за ціною. 
Colt ACR не був забутий; приціл пропонував Elcan, версію яку було прийнято як M145 Machine Gun Optic і використовували у багатьох видах зброї, особливо у Diemaco.

## Боєприпаси
Основною відмінністю конструкції були "дуплексні набої", один набій з двома кулями. Olin Corporation випустили три різних набої для тестування, у  першому було дві кулі з вольфраму у довгій гільзі, у другого була стандартні гільза з двома 1.7 grams (27 gr), 4.0-millimetre (0.158 in) вольфрамовими кулями, у третього набою була гільза стандартної довжини з двома кулями 5.7-millimetre (0.224 in), одна вагою 2.3 grams (35 gr), а інша 2.1 g (33 gr). Останній набій було обрано для участі у тестуванні ACR. Основною метою дуплексних набоїв було збільшення кількості куль у пострілі, що є перевагою на полі бою. Проте, вони мають погану точність і для стрільби на дальні дистанції використовують звичайні набої.